# Music & Me (Michael Jackson)
Music & Me è il terzo album in studio del cantante statunitense Michael Jackson, pubblicato dalla Motown il 13 aprile 1973.
Nel 2009 l'intero album è stato riproposto all'interno del cofanetto Hello World: The Motown Solo Collection.

## Descrizione
A poche settimane dall'esibizione di Ben di Michael Jackson alla cerimonia degli Oscar 1973, la Motown pubblicò questo terzo album da solista del cantante, nello stesso periodo in cui la casa discografica stava promuovendo l'album Skywriter dei Jackson 5 al completo. A questo punto della carriera, Michael era uno dei pochi artisti che riuscivano ad avere successo sia come membro di un gruppo, i Jackson 5, che come solista.

### Composizione
Da poco quattordicenne alla registrazione dell'album, da questo lavoro in poi cominciarono i cambiamenti nel quadro musicale dei Jackson 5, sia perché la Motown proponeva più progetti per Michael e Jermaine Jackson come solisti che per tutto il gruppo, sia per il cambiamento di voce di Michael, che stava uscendo dal periodo di soprano.
Come per i precedenti lavori del cantante, sia coi fratelli che come solista, anche per quest'album la Motown, oltre ad alcuni pezzi scritti appositamente per il cantante, propose al giovane Jackson alcune cover di altri artisti o di canzoni tratte da lungometraggi e musical, come le canzoni With a Child's Heart di Stevie Wonder, All the Things You Are, tratta dal musical Very Warm for May, Morning Glow, dal musical Pippin, e Happy, scritta appositamente per il film La signora del Blues (1972), che vedeva come protagonista la musa e amica di Michael, Diana Ross e gli attori Billy Dee Williams e Richard Pryor.

## Accoglienza
L'album ha venduto circa 2 milioni di copie, mentre i singoli non hanno raggiunto complessivamente il milione. A differenza dei due album precedenti ebbe un successo inferiore, segno che una parte del pubblico cominciava a stancarsi dell'immagine del "Michael bambino prodigio", la cui voce bianca si stava trasformando per via dell'adolescenza, ma anche del fatto che nessuno dei singoli principali estratti da quest'album abbia avuto l'impatto dei due singoli estratti dai suoi rispettivi primi due album (Got to Be There e Ben). Anche la sovraesposizone mediatica del cantante non aiutò, dato che nello stesso periodo in cui promuoveva quest'album e i suoi singoli, stava promuovendo anche l'album coi fratelli e i rispettivi singoli, creando confusione tra il suo pubblico.

## Tracce
1. With a Child's Heart – 3:29 (Sylvia Moy, Henry Cosby, Vicki Basemore)
2. Up Again – 2:50 (Freddie Perren, Christine Yarian)
3. All the Things You Are – 2:59 (Oscar Hammerstein II, Jerome Kern)
4. Happy (tema del film La signora del Blues) – 3:25 (Michel Legrand, Smokey Robinson)
5. Too Young – 3:38 (Sidney Lippman, Sylvia Dee)
6. Doggin' Around – 2:52 (Lena Agree)
7. Johnny Raven – 3:33 (Leon Ware, Jacqueline Hilliard)
8. Euphoria – 2:50 (Stephen Schwartz)
9. Morning Glow – 3:37 (Billy Page)
10. Music and Me – 2:38 (Jerry Marcellino, Mel Larson, Don Fenceton, Mike Cannon)

Durata totale: 31:51

## Classifiche
| Classifica (1973) | Posizione massima |
| ----------------- | ----------------- |
| Australia         | 27                |
| Francia           | 108               |
| Stati Uniti       | 92                |
| Stati Uniti (R&B) | 24                |